# 諾韋 (別爾哥羅德-德涅斯特羅夫斯基區)
46°13′43″N 30°10′4″E / 46.22861°N 30.16778°E
諾韋（烏克蘭語：Нове）是位於烏克蘭西南部的村莊，由敖德萨州裡比爾霍羅德-德涅斯特羅夫斯基區的莫洛哈市鎮負責管轄。該村始建於1905年，面積0.2平方公里，2001年人口17，人口密度每平方公里85人。